# Clérey-la-Côte
Clérey-la-Côte là một xã trong vùng Grand Est, thuộc tỉnh Vosges, quận Kanton, tổng Coussey. Tọa độ địa lý của xã là 48° 28' vĩ độ bắc, 05° 45' kinh độ đông. Clérey-la-Côte nằm trên độ cao trung bình là 315 mét trên mực nước biển, có điểm thấp nhất là 272 mét và điểm cao nhất là 427 mét. Xã có diện tích 3,18 km², dân số vào thời điểm 1999 là 45 người; mật độ dân số là 14 người/km².

## Thông tin nhân khẩu
| 1962 | 1968 | 1975 | 1982 | 1990 | 1999 |
| ---- | ---- | ---- | ---- | ---- | ---- |
| 71   | 72   | 68   | 66   | 56   | 45   |